# Agenzia Nazionale per la Sicurezza del Volo
L'Agenzia Nazionale per la Sicurezza del Volo (ANSV) est un organisme du gouvernement d'Italie responsable des activités de recherche et de prévention des accidents aériens dans le pays. Fondé le 25 février 1999, son siège est fixé à Rome.